# Претина
Прѐтина (на сръбски: Претина или Pretina) е село в Югоизточна Сърбия, Пчински окръг, община Буяновац.

## История
В края на XIX век Претина е село в Прешевска кааза на Османската империя. Според статистиката на Васил Кънчов („Македония. Етнография и статистика“) от 1900 година Претина е населявано от 84 жители българи християни. Според патриаршеския митрополит Фирмилиан в 1902 година в Претина има 12 сръбски патриаршистки къщи.
Според преброяването на населението от 2002 г. селото има 53 жители сърби.